# Ahí te quiero ver
Ahí te quiero ver fue un programa de televisión emitido por la cadena española TVE entre 1984 y 1987 y conducido por la actriz Rosa María Sardà.

## Formato
El programa respondía a idénticas premisas que Per molts anys, conducido por la propia Sardà en el circuito catalán de TVE: Una combinación de entrevistas (no exentas del tono desenfadado y en ocasiones ácido de la presentadora), actuaciones musicales y sketches de humor. Junto a Rosa María Sardà, actuaron en el programa interviniendo en los distintos gags, los actores Margarida Minguillón, Amparo Moreno y Enric Pous en el papel, entre otros, de Honorato, un hombre absolutamente anulado por su esposa (Sardà), que se limita a contemplar el televisor. En la segunda temporada se incorporó al reparto habitual el actor Joaquín Kremel.
El programa contó con dos etapas: Del 4 de octubre de 1984 al 7 de junio de 1985 y del 23 de diciembre de 1986 al 27 de mayo de 1987.

## Premios y nominaciones
- TP de Oro (1984): Mejor Presentadora, Rosa María Sardà.
- Fotogramas de Plata (1984): Nominación a la Mejor Intérprete de Televisión, Rosa María Sardà